# Arnold J. Toynbee
Arnold Joseph Toynbee (14 tháng 4 năm 1889 – 22 tháng 10 năm 1975) là một nhà sử học người Anh nổi tiếng hàng đầu thế kỷ 20, cháu của nhà sử học kinh tế Arnold Toynbee. Tác phẩm lớn nhất của ông, Nghiên cứu Lịch sử, 1934–1961, là một kiệt tác tổng hợp lịch sử thế giới, phân tích sự trỗi dậy và suy vong của các nền văn minh trong lịch sử nhân loại. Ông mô tả sự vận động của nền văn minh như là sự đáp ứng không ngừng các thách thức bên trong và bên ngoài. So với một triết gia lịch sử lớn khác viết trong cùng chủ đề là Oswald Spengler, quan điểm của Toynbee có phần lạc quan hơn. Bên cạnh là một nhà sử học, trong giai đoạn 1918–1950 ông còn là cố vấn hàng đầu cho chính phủ Anh về các vấn đề quốc tế, nhất là những vấn đề liên quan tới Trung Đông. Tên ông được đặt cho một tiểu hành tinh, 7401 Toynbee.